# جون كيمب
جون كيمب (بالإنجليزية: John Kemp)‏ (21 مارس 1940 - 28 ديسمبر 1993) هو لاعب كريكت ولاعب كرة قدم نيوزلندي في مركز الدفاع. شارك مع منتخب نيوزيلندا الوطني للكريكت ومنتخب نيوزيلندا لكرة القدم. أما مع النوادي، فقد لعب مع Three Kings United ‏.

## وصلات خارجية
- جون كيمب على موقع إي آس بي آن كريك إنفو (الإنجليزية)